# Asadi Tusi
Abu Mansur Ali ibn Ahmad Asadi Tusi (persisch ابو منصور علی بن احمد اسدی طوسی, DMG Abū Manṣūr ‘Alī bin Aḥmad Asadī-ye Ṭūsī, * Tūs; † 1072) war ein persischer Dichter und ein großer Epiker. Asadi Tusi wurde fälschlicherweise als Lehrmeister Firdausis bezeichnet. Er war Autor von Debatten (arabisch مناظر, DMG munāẓir ‚Diskutant‘), des Buches Garschasp (persisch گرشاسپنامه Garschāspnāme, DMG Garšāspnāme), einem weiteren bedeutenden Epos neben dem Schāhnāme Firdausis, außerdem Verfasser von Panegyriken (Lobreden) und Verfasser eines der ältesten Wörterbücher in persischer Sprache, in dem er seltene Wörter und Wörter aus der persischen Dichtung sammelte (Loghat-e Fārs).

## Leben
Zunächst lebte er in Chorasan am Hofe der Ghaznawiden, später in Aserbaidschan bei den Fürsten der dortigen Region. In seinem Hauptwerk, dem Garschāspnāme, erzählt er von den Abenteuern Garschasps, des Ahnherrn Rostams. Nach einer Aufzählung der Ahnenfolge berichtet er detailliert von seinen Reisen und Aufenthalten in verschiedenen Ländern, seinen Kämpfen dort, seiner Unterredung mit Brahman sowie mit anderen Weisen – außerdem von den Sitten und Bräuchen der fremden Völker, die er aufgesucht hatte, in Verbindung mit Ermahnungen und Ratschlägen an den Leser. Seine Stärke liegt vor allem in den Beschreibungen, den Wortzusammenstellungen, seinem Satzbau und der Wahl ausdrucksstarker und subtiler Bilder.
Fälschlicherweise wurde von einigen Orientalisten lange zwischen von einem Sohn-Vater-Verhältnis zwischen Firdausi und Tusi gesprochen, was allerdings von Zabihollah Safa widerlegt wurde.